# Mistrzostwa Polski w rugby 7 (2007)
XIII Mistrzostwa Polski Seniorów w Rugby 7 odbyły się 1 maja 2007 roku w Sochaczewie. Tytuł mistrza Polski po raz trzeci z rzędu zdobyła drużyna Folc AZS AWF Warszawa.

## Faza grupowa

### Grupa A
| 1 maja 2007 | Legion Legionowo | 7:31(7:14) | Koliber Sosnowiec | Stadion przy ul. Warszawskiej 80, Sochaczew |
| 1 maja 2007 |                  | 7:31(7:14) |                   | Stadion przy ul. Warszawskiej 80, Sochaczew |

| 1 maja 2007 | Folc AZS AWF Warszawa | 78:0(42:0) | Koliber Sosnowiec | Stadion przy ul. Warszawskiej 80, Sochaczew |
| 1 maja 2007 |                       | 78:0(42:0) |                   | Stadion przy ul. Warszawskiej 80, Sochaczew |

| 1 maja 2007 | Folc AZS AWF Warszawa | 75:0(33:0) | Legion Legionowo | Stadion przy ul. Warszawskiej 80, Sochaczew |
| 1 maja 2007 |                       | 75:0(33:0) |                  | Stadion przy ul. Warszawskiej 80, Sochaczew |

### Grupa B
| 1 maja 2007 | Pogoń Siedlce | 29:0(5:0) | Rugby Klub Nowy Dwór Mazowiecki | Stadion przy ul. Warszawskiej 80, Sochaczew |
| 1 maja 2007 |               | 29:0(5:0) |                                 | Stadion przy ul. Warszawskiej 80, Sochaczew |

| 1 maja 2007 | Budowlani I Łódź | 42:0(29:0) | Rugby Klub Nowy Dwór Mazowiecki | Stadion przy ul. Warszawskiej 80, Sochaczew |
| 1 maja 2007 |                  | 42:0(29:0) |                                 | Stadion przy ul. Warszawskiej 80, Sochaczew |

| 1 maja 2007 | Budowlani I Łódź | 33:5(21:0) | Pogoń Siedlce | Stadion przy ul. Warszawskiej 80, Sochaczew |
| 1 maja 2007 |                  | 33:5(21:0) |               | Stadion przy ul. Warszawskiej 80, Sochaczew |

### Grupa C
| 1 maja 2007 | Skra Warszawa | 7:31(7:12) | Budowlani II Łódź | Stadion przy ul. Warszawskiej 80, Sochaczew |
| 1 maja 2007 |               | 7:31(7:12) |                   | Stadion przy ul. Warszawskiej 80, Sochaczew |

| 1 maja 2007 | Orkan Sochaczew | 40:7(21:0) | Budowlani II Łódź | Stadion przy ul. Warszawskiej 80, Sochaczew |
| 1 maja 2007 |                 | 40:7(21:0) |                   | Stadion przy ul. Warszawskiej 80, Sochaczew |

| 1 maja 2007 | Orkan Sochaczew | 26:10(5:10) | Skra Warszawa | Stadion przy ul. Warszawskiej 80, Sochaczew |
| 1 maja 2007 |                 | 26:10(5:10) |               | Stadion przy ul. Warszawskiej 80, Sochaczew |

## Druga faza

### Mecz o miejsce 8
| 1 maja 2007 | Legion Legionowo | 0:17 | Rugby Klub Nowy Dwór Mazowiecki | Stadion przy ul. Warszawskiej 80, Sochaczew |
| 1 maja 2007 |                  | 0:17 |                                 | Stadion przy ul. Warszawskiej 80, Sochaczew |

### Mecze o miejsca 5–7
| 1 maja 2007 | Skra Warszawa | 27:7 | Koliber Sosnowiec | Stadion przy ul. Warszawskiej 80, Sochaczew |
| 1 maja 2007 |               | 27:7 |                   | Stadion przy ul. Warszawskiej 80, Sochaczew |

| 1 maja 2007 | Budowlani II Łódź | 52:0(33:0) | Koliber Sosnowiec | Stadion przy ul. Warszawskiej 80, Sochaczew |
| 1 maja 2007 |                   | 52:0(33:0) |                   | Stadion przy ul. Warszawskiej 80, Sochaczew |

| 1 maja 2007 | Budowlani II Łódź | 21:12 | Skra Warszawa | Stadion przy ul. Warszawskiej 80, Sochaczew |
| 1 maja 2007 |                   | 21:12 |               | Stadion przy ul. Warszawskiej 80, Sochaczew |

### Mecze o miejsca 1–4
|  |                       |                       |                 |                   |   |                       |                       |       |
|  | Półfinały             | Półfinały             | Półfinały       |                   |   | Finał                 | Finał                 | Finał |
|  | Półfinały             | Półfinały             | Półfinały       |                   |   | Finał                 | Finał                 | Finał |
|  | 1 maja 2007           |                       |                 |                   |   |                       |                       |       |
|  |                       |                       |                 |                   |   |                       |                       |       |
|  | Folc AZS AWF Warszawa | Folc AZS AWF Warszawa | 28              |                   |   |                       |                       |       |
|  | Folc AZS AWF Warszawa | Folc AZS AWF Warszawa | 28              | 1 maja 2007       |   |                       |                       |       |
|  | Pogoń Siedlce         | Pogoń Siedlce         | 7               |                   |   |                       |                       |       |
|  | Pogoń Siedlce         | Pogoń Siedlce         | 7               |                   |   | Folc AZS AWF Warszawa | Folc AZS AWF Warszawa | 41    |
|  | 1 maja 2007           |                       |                 |                   |   | Folc AZS AWF Warszawa | Folc AZS AWF Warszawa | 41    |
|  |                       |                       | Orkan Sochaczew | Orkan Sochaczew   | 7 |                       |                       |       |
|  | Budowlani I Łódź      | Budowlani I Łódź      | Orkan Sochaczew | Orkan Sochaczew   | 7 | 7                     |                       |       |
|  | Budowlani I Łódź      | Budowlani I Łódź      |                 |                   |   |                       |                       |       |
|  | Orkan Sochaczew       | Orkan Sochaczew       | 28              |                   |   |                       |                       |       |
|  | Orkan Sochaczew       | Orkan Sochaczew       | 28              | Mecz o 3. miejsce |   |                       |                       |       |
|  |                       |                       |                 |                   |   |                       |                       |       |
|  | 1 maja 2007           |                       |                 |                   |   |                       |                       |       |
|  |                       |                       |                 |                   |   |                       |                       |       |
|  | Pogoń Siedlce         | Pogoń Siedlce         | 7               |                   |   |                       |                       |       |
|  | Pogoń Siedlce         | Pogoń Siedlce         | 7               |                   |   |                       |                       |       |
|  | Budowlani I Łódź      | Budowlani I Łódź      | 28              |                   |   |                       |                       |       |
|  | Budowlani I Łódź      | Budowlani I Łódź      | 28              |                   |   |                       |                       |       |

| 1 maja 2007 | Folc AZS AWF Warszawa | 28:7 | Pogoń Siedlce | Stadion przy ul. Warszawskiej 80, Sochaczew |
| 1 maja 2007 |                       | 28:7 |               | Stadion przy ul. Warszawskiej 80, Sochaczew |

| 1 maja 2007 | Budowlani I Łódź | 7:28(7:14) | Orkan Sochaczew | Stadion przy ul. Warszawskiej 80, Sochaczew |
| 1 maja 2007 |                  | 7:28(7:14) |                 | Stadion przy ul. Warszawskiej 80, Sochaczew |

| 1 maja 2007 | Folc AZS AWF Warszawa | 41:7(17:7) | Orkan Sochaczew | Stadion przy ul. Warszawskiej 80, Sochaczew |
| 1 maja 2007 |                       | 41:7(17:7) |                 | Stadion przy ul. Warszawskiej 80, Sochaczew |

| 1 maja 2007 | Pogoń Siedlce | 7:28(7:14) | Budowlani I Łódź | Stadion przy ul. Warszawskiej 80, Sochaczew |
| 1 maja 2007 |               | 7:28(7:14) |                  | Stadion przy ul. Warszawskiej 80, Sochaczew |

## Klasyfikacja końcowa
| Miejsce | Reprezentacja                   |
| ------- | ------------------------------- |
| 1       | Folc AZS AWF Warszawa           |
| 2       | Orkan Sochaczew                 |
| 3       | Budowlani I Łódź                |
| 4       | Pogoń Siedlce                   |
| 5       | Budowlani II Łódź               |
| 6       | Skra Warszawa                   |
| 7       | Koliber Sosnowiec               |
| 8       | Rugby Klub Nowy Dwór Mazowiecki |
| 9       | Legion Legionowo                |